# Stari grad (Pag)
Stari grad je nekad ( do '70-ih)[nađite internetski izvor] bilo samostalnim naseljem na otoku Pagu, a odonda je dijelom naselja Paga.

## Zemljopisni položaj
Od stare gradske jezgre je udaljen oko tisuću metara.

## Povijest
Na mjestu Starog grada su nađeni megaliti i nalazi iz starog vijeka, što daje potporu pretpostavkama da je ondje u starogrčko doba postojalo gradsko naselje.
U povijesti je bio velikim naseljem, gospodarski snažno, da je mogao iznovačariti izgradnj vlastitih zidina.
U gradu se danas nalaze samo ostatci nekad bogatog naselja. Unutar zidina se može viditi tragove postojanja zidova, putova, utvrđenja, kuća.
Često su se na Pagu sukobljavali Rabljani i Zadrani. Kad je potkraj 12. st. propala Keša (Cissa), ovaj je grad postao vodećim naseljem na otoku. Grad je toliko napredovao i postao uglednim da ga je hrvatsko-ugarski kralj Bela IV. podario statusom slobodnoga kraljevskog grada 1244. godine. Kad je Hrvatskom kraljevao Ludovik I. Anžuvinac, Stari se Pag 1376. nakratko oslobodio zadarske vlasti te uspio uspostaviti samoupravu, a Hrvatski sabor u Ninu mu je to priznao 1396. svečanom poveljom.
Kao takav bio je privlačna meta susjednim moćnim gospodarskim i upravnim središtima, koji su se često tukli oko njega za njega i u njemu. 30. ožujka 1393. u svom napadu su ga opljačkali i spalili plaćenici.
Sukobljavanja sa Zadrom su ga teško satrijela, pa je Stari Pag teško stradao 1394. godine. Stanovnici su se stoga preselili na novo mjesto dva kilometra sjevernije te 1443. osnovali novi grad Pag.
Izvori bilježe preseljenje stanovništva iz grada 1467. Opustjenjem grada, franjevci 1589. su dali izgraditi samostan uz crkvu.
Osobitost Staroga grada je samostanski bunar i kip Majke Božje od Staroga grada koji Pažani hodočaste za blagdan Velike Gospe 15. kolovoza.

## Kultura
- zidine
- franjevački samostan (ostatci)
- romanička crkva sv. Marije (prvi spomen iz 1192.); smatra se da je sagrađena na starohrvatskoj bazilici iz 8. stoljeća
- kip Majka Božja od Staroga grada i svetište Gospe od Staroga grada

## Promet
U povijesti je grad imao svoju luku u Košljunu, za srednje velike brodove, odakle su izvozili sol.

## Gospodarstvo
Glavna gospodarska grana je bilo proizvodnja morske soli.

## Vanjske poveznice
- O Pagu  Arhivirana inačica izvorne stranice od 18. srpnja 2007. (Wayback Machine) (stranice neaktivne)
- Pagpress  Arhivirana inačica izvorne stranice od 22. veljače 2019. (Wayback Machine) PagPress: Građevine u starom gradu Pagu (Stari grad), 22. rujna 2011.